# Alla helgons kyrka, Turaŭ
Alla helgons kyrka (belarusiska: Усехсвяцкая царква; translitteration: Usehsvjtskaja tsarkva) är en belarusisk-ortodox träkyrkobyggnad belägen på en kyrkogård i den östra delen staden Turaŭ, i distriktet Zjytkavitski rajon i Homels voblast, i södra Belarus.
Kyrkan tillhör Turaŭs stift.

## Historik
Alla helgons kyrka i Turaŭ byggdes år 1810. Andra källor uppger dock 1870.
Kyrkan är också ett monument.

## Inventarier
En av ikonostasens portar är byggd i rokokostil.

## Bilder

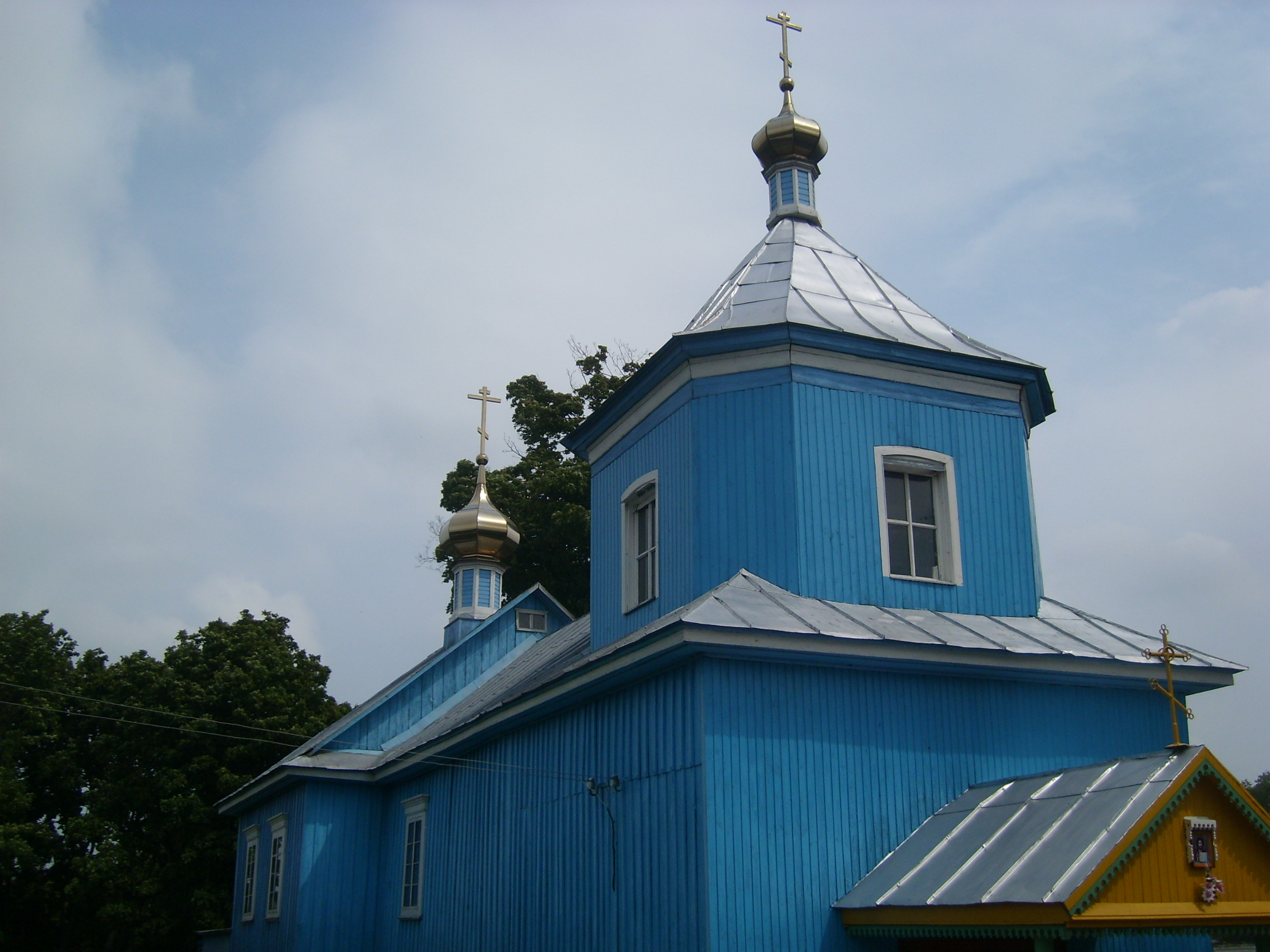
Närmare bild på fasaden.
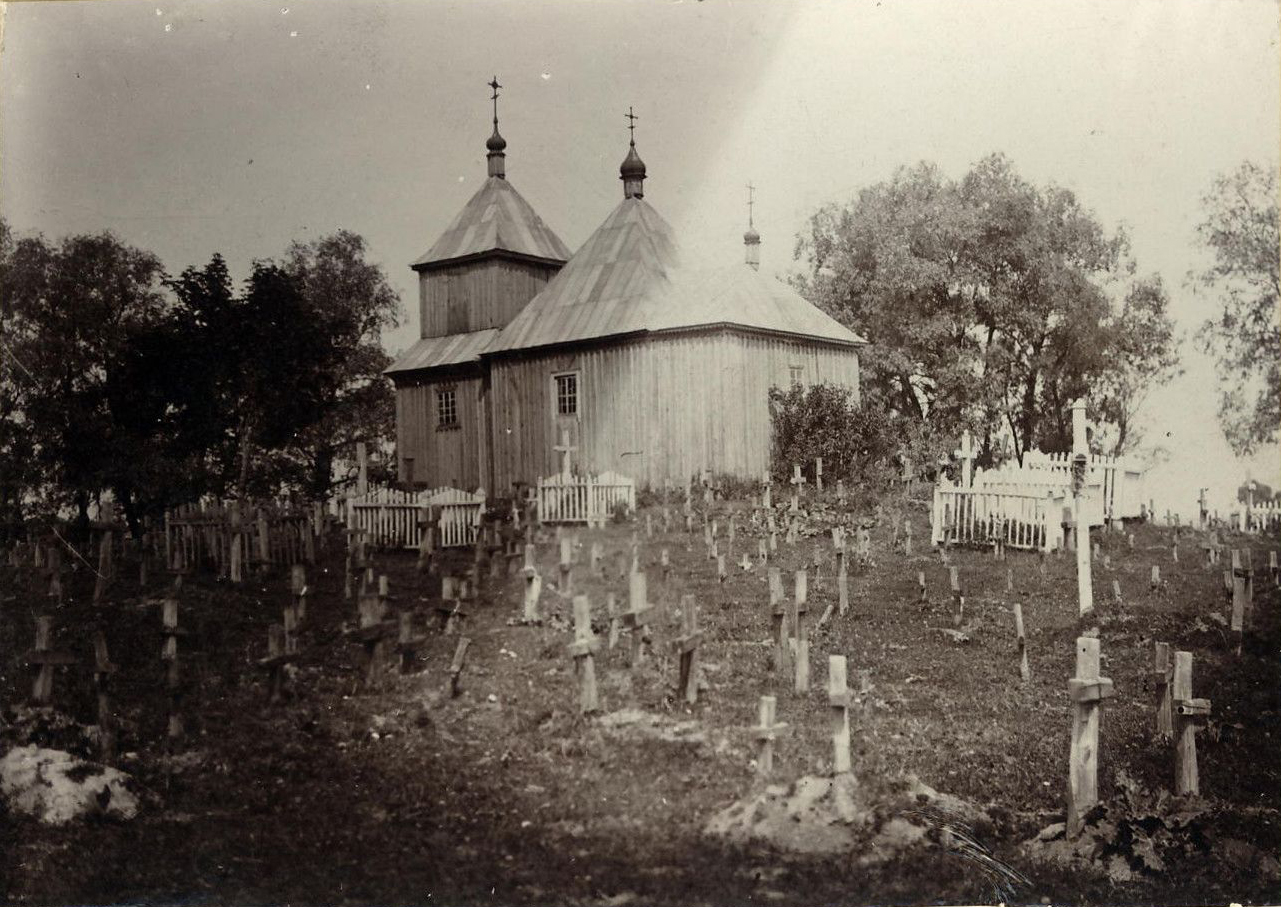
Kyrkan år 1912.

### Allmänna källor
- Храм Усіх Святых Тураў (hram.by)
- Усехсвяцкая царква, Тураў - Архіварта — Партал спадчыны Беларусі (archivarta.by)
- Царква Усіх Святых | горад Тураў Гомельская вобласць (radzima.org)